# 法国三级会议

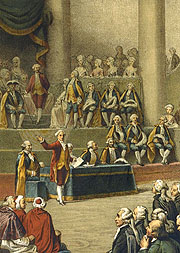
1789年，三级会议在凡尔赛召开，此為法國歷史上最後一次三級會議

在法国旧制度中，三级会议（法語：États généraux）指的是在法國實施君主制的時代，由國王下詔，召集全國社會各階層的人民代表進行的會議。参加者共由三個級別人士組成：第一級為教士、第二級為贵族、第三級為除前兩個級別以外的其他所有人，即平民。三級會議通常是在国家面臨重大危機或困境时，国王为集思廣益，徵求建議和幫助而召开，因此這種會議召開與否完全聽憑國王旨意，並不是定期的。1302年，腓力四世因向教会收稅而与教皇博尼法斯八世冲突。为了与教廷勢力对抗，腓力四世于1302年5月10日召开了第一次三级会议，除了教会和贵族的代表之外，还第一次召集每个城市的两名市民代表参加会议。后来各省也模仿全国的三级会议，召开自己的三级会议。在此后的487年中，三级会议还召开过21次，每次都是在国家遇到财政或政治上的困难时召开的特殊会议，目的是在重大问题上询问民众的看法，或通过某些重大决议。三级会议的代表自首次召开时就分为三个等级，分别是教士、貴族與平民。百年战争时期，为了抵抗外敌，三级会议被授權可以监督政府。16至17世纪初，专制王权加强，三级会议的权力被削弱。从1614年到路易十六统治时期，三级会议長達175年未曾召開。1789年，路易十六召开了最后一次三级会议，討論國稅徵收的問題。但因平民階級的代表對此次會議的表決方式不滿意，导致會議破局，並使法国大革命爆發。大革命后，路易十六與瑪麗王后被處以死刑，法國廢棄君主制，改行共和，三级会议亦隨旧制度一道被废除，不复存在。

## 制度
三级会议由法国国王召开，也由法国国王决定解散。参与会议的代表由每个等级自行选出，分外省和巴黎地区的代表（1484年真正实行）。在会议期间，三个等级各自讨论议案，只有在拟定对国王的回答时才举行联席会议。三个等级，不分代表多少，各有一票表决权。各等级各自递交陈情书（Cahiers de Doléances），表达意愿。

## 历次三级会议

### 扩张王权以及征收新税
在1302年以前，已经出现了三级会议的雏形。腓力四世曾召集各个省的贵族代表和教会的代表商议国事。贵族和教士分席讨论。1302年，腓力四世由于向教会增税的问题与教皇冲突，召开了包括第三等级（当时主要是某些大城市的资产阶级代表）的第一次三级会议。这次会议使得腓力四世得到了“民众的支持”，结果是王权的加强和教会实力的削弱。1308年起，教皇被迫迁到法国南部的阿维农，处于法国国王保护之下。
14世纪的三级会议主要是法国国王用于增加新税和扩张王权的工具。第一等级（教士）和第二等级（贵族）是由国王直接选定的。第三等级的代表也由国王传召，而且只限于某些城市。

### 百年战争时期
英法百年战争时期，岌岌可危的王权和民族意识的觉醒使得三级会议的权力得到加强。这个时期的三级会议召开频繁，1355年至1359年间更是每年召开一次。由于战争中的王室急需国民支持，三级会议乘机扩大其影响力。最典型的是1357年，国王约翰二世被英军俘虏，需付巨额贖金。三月，王太子查理（后来的查理五世）召开三级会议。三级会议借机申张自己的权利，提出了一系列条件：允许三级会议代表参加国王的御前会议，改组行政管理，罢免不得人心的官吏，三级会议有权不经国王批准而每三个月自行开会一次，会议代表不受侵犯等。查理五世颁布“三月大敕令”，答应扩大会议的权力。但这个敕令最终并未实施。
1439年，三级会议确认国王可以不经三级会议同意征收新税后，国王对三级会议的依赖日益减弱。

### 王位咨询
1468年，路易十一召开三级会议，讨论諾曼底是否要从王国分裂出去的问题。会议一致反对这个决定，并将亲王的采邑特权消减到定期的利息收入。
1484年，路易十一去世之后，继承者查理八世的姐姐安妮召开三级会议，回应奥尔良公爵路易（后来的路易十二）关于攝政的争议。然而这次三级会议中，代表提出了其他的要求。这次会议首次出现了农民代表，代表由各自所在等级选出。这次会议上也第一次出现了陈情书，用来收集各个等级的要求。对于路易十一在位期间提高了3倍的人頭稅，代表要求将其取消。最后达成的协议是人頭稅持续两年，并且两年之后三级会议将重新召开，进行讨论。但两年之后三级会议并没有召开，人头税继续征收。

### 宗教战争
在持续的宗教战争中，三级会议数次召开，多半是为了宗教原因，后两次主要是神圣联盟的成员为了反对的纳瓦尔的亨利继承亨利三世的王座，拥戴吉斯公爵而召开。

### 1614年法国三级会议
1610年亨利四世遇刺后，玛丽·德·美第奇成為路易十三的攝政。以孔代亲王为首的大贵族对玛丽的亲西班牙政策不满。1614年，玛丽安排路易十三与西班牙公主安妮结婚，遭到吉斯家族反对。于是双方决定召开三级会议。亲王们希望通过三级会议制约玛丽的力量，然而，三个等级各有所求，互相争吵，完全没有达到亲王们的预期效果。从此，三级会议的影响基本消失，至1789年前，175年间，三级会议没有再召开过。

### 1789年法国三级会议
1789年，由于路易十六王室财政困难，三级会议再次召开。这时，经过启蒙运动，由卢梭、伏爾泰、狄德罗等倡导的民主、自由、三权分立等概念已经深入人心。教士和贵族已经开始衰落，第三等级，特别是资产阶级正在壮大。1789年的三级会议中，第三等级的代表提出改革税制，取消前两个等级的特权的要求。由于要求迟迟没得到满足，第三等级自行组成国民议会，但被国王下令关闭。7月9日，国民议会改名为國民制憲議會。路易十六试图通过调动军队来压制议会，但7月14日巴士底監獄被攻占，路易十六被迫屈服，承认革命。

## 意义
三级会议是作为君主制度的一个补充而出现的。12世纪之后，封建衰落解体，需要一种新的联系方式来从政治上整合国家。强化了的王权是一种新的联系方式，但它主要是自上而下的，还需要自下而上信息反馈做补充，需要某种媒介以实现君主与臣民的沟通。三级会议就是适应这种需要而出现的。所以，它起初主要是为君权服务的。它按国王的命令召集，一般在国王感到缺钱准备征收新税时，或者需对旧税加以追认时才召开。参加会议是执行国王的命令，去接受国王以“金钱的援助”这种封建义务的名义向臣民要钱的要求，而不是行使一项权利。所以它的存在实际上并没妨碍反倒加强了君主的权力。
另一方面，三级会议也形成了对君权的制约。它不是以习惯为基础，而是作为王权体制中的一个合法机构发生作用的。在比较驯服地接受国王征税要求时，它往往以行政和司法方面的改革要求作为交换条件。最典型的事件发生在1357年，英法百年战争期间，国王被英军俘虏，需付巨额贖金。三级会议借机申张自己的权利。它在批准筹措资金赎回国王的同时，提出了一系列有份量的条件：允许三级会议代表参加国王的御前会议，改组行政管理，罢免不得人心的官吏，三级会议有权不经国王批准而每三个月自行开会一次，会议代表不受侵犯等。这些要求反映在“三月大敕令”当中，得到国王的批准。然而，“三月大敕令”在国王摆脱困境后就不再受到尊重。1439年确认国王可以不经三级会议同意征收新税后，国王对三级会议的依赖日益减弱，以至三级会议由很少召开到根本不召开。三级会议终于“没有能成为政府的组成部分，它没有争得对税收的控制权和立法参与权。”。
但是，三级会议在法国的政治史上留下了深刻影响。三级会议产生于君权上升之时，当时它对君主的制约作用是有限的。16世纪以后，君权达到顶峰，三级会议已经形同虚设，几乎被人遗忘。然而，三级会议所代表的原则后来证明比君主制更有生命力，更有前途。它在中世纪短暂断续的存在，为近代议会民主埋下了伏笔。当18世纪末路易十六因陷入重重危机而重新召开三级会议的时候，三级会议的代表，尤其是第三等级的代表开始向国王发难，三级会议逐渐演变成国民议会和国民制宪议会，变成了推翻君主专制的大本营和国家民主的关键组成部分。可以说，三级会议是近代欧洲民主议会制度的起源之一。

## 资料来源
1. ↑  （简体中文）. 大政網全國省區市黨委言工作聯席會.   [2008-01-02].[永久]
2. ↑  （简体中文）. 金诺人文.   [2008-01-02].[永久]
3. ↑  （法文）. MSN encarta.   [2008-01-02]. （原始内容存档于2009-11-01）.
4. ↑  （简体中文）. 中华网.   [2008-01-02]. （原始内容存档于2007-10-08）.
5. 1 2  . 陝西師範大學《世界中古史》小組.   [2008-01-02]. （原始内容存档于2007-12-23）.
6. ↑  （法文）. TF1 Network.   [2008-01-02]. （原始内容存档于2007-10-23）.
7. ↑  Jehan Masselin, Journal des États généraux de France tenus à Tours en 1484 sous le règne de Charles VIII, éd. A. Bernier, Paris, 1835, p. 449
8. ↑   (PDF).   [2007-12-30]. （原始内容 (PDF)存档于2007-08-22）.
9. 1 2  （法文）. HERODOTE.NET.   [2008-01-02]. （原始内容存档于2007-12-30）.
10. ↑  （简体中文）. 桑桑学院plus.   [2008-01-02]. （原始内容存档于2007-07-18）.
11. ↑  J.H.伯恩斯主编：《剑桥中世纪政治思想史》，第354页